# Középpontos nyolcszögszámok
A középpontos nyolcszögszámok a figurális számokon belül a középpontos sokszögszámokhoz tartoznak; olyan alakzatokat jellemeznek, ahol a középpontban egy pont van, és azt nyolcszög alakú pontrétegek veszik körül. A középpontos nyolcszögszámok megegyeznek a páratlan négyzetszámokkal. A jobb oldali ábra szemlélteti a középpontos nyolcszögszámok generálását. Minden lépésben az olajzöld pontok mutatják a már meglévő pontokat, az új pontok pedig kékek.
Az n. középpontos nyolcszögszám képlete a következő:
{\displaystyle (2n-1)^{2}=4n^{2}-4n+1.}
Az első néhány középpontos nyolcszögszám a következő:
1, 9, 25, 49, 81, 121, 169, 225, 289, 361, 441, 529, 625, 729, 841, 961, 1089. (A016754 sorozat az OEIS-ben)
A Rámánudzsan-féle tau-függvény középpontos nyolcszögszámokra páratlan számot, bármilyen más számra páros számot eredményez.